# Mátyás király-emlékév
A 2018-as évet Mátyás király-emlékévnek nyilvánította a nemzetpolitikai államtitkárság. Az emlékév megszervezését Potápi Árpád János 2017 decemberében a budai Várkert Bazárban jelentette be. A nemzetpolitikai államtitkár szerint az emlékévet indokolja Mátyás királlyá választásának 560. évfordulója és legfőképpen az, hogy Mátyás király erőskezű, jelentős uralkodóként vonult be a magyar történelembe, aki uralkodása alatt megerősítette a Magyar Királyságot, és felismerte, hogy csak úgy lehet megállítani az Oszmán Birodalom terjeszkedését, ha az állama szilárd.
A szervezők elmondása szerint az eseménysorozat aktualitását ezen kívül az adja még, hogy 2018-ban Mátyás király születésének 575. évfordulója is lesz. Az emlékév lebonyolításával Csibi Krisztinát, a Magyarság Háza igazgatóját bízták meg. Gaal Gergely parlamenti képviselőt, aki az emlékévet javasolta,  Lomnici Zoltánt, az Emberi Méltóság Tanácsának elnökét és Gergely Balázst, a Kincses Kolozsvár Egyesület elnökét pedig jelölték a programot kidolgozó tanácsadó testületbe.